# Реринг, Арнольд

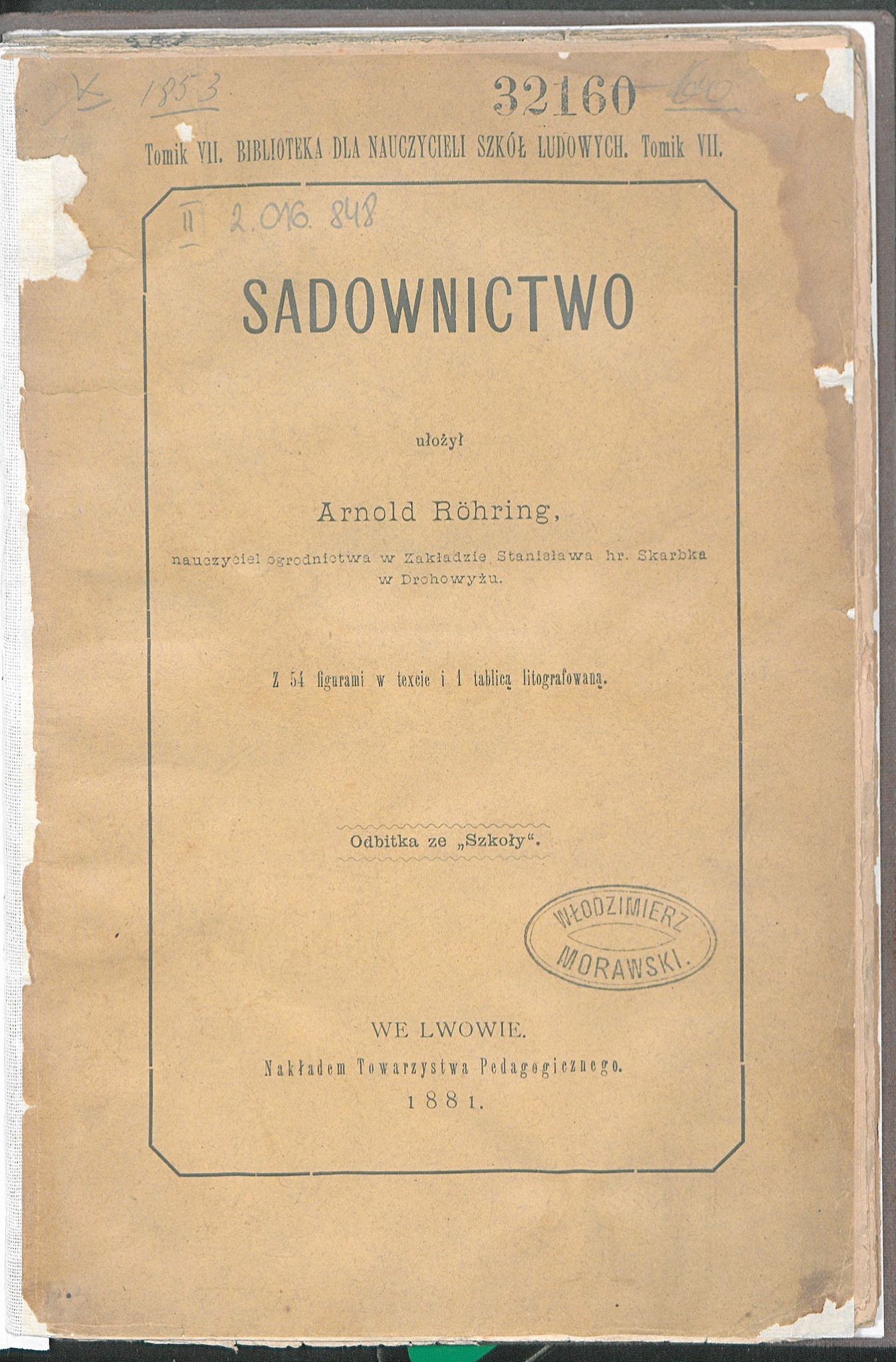
А.Реринг, «Sadownictwo», Lwów: Towarzystwo Pedagogiczne, 1881

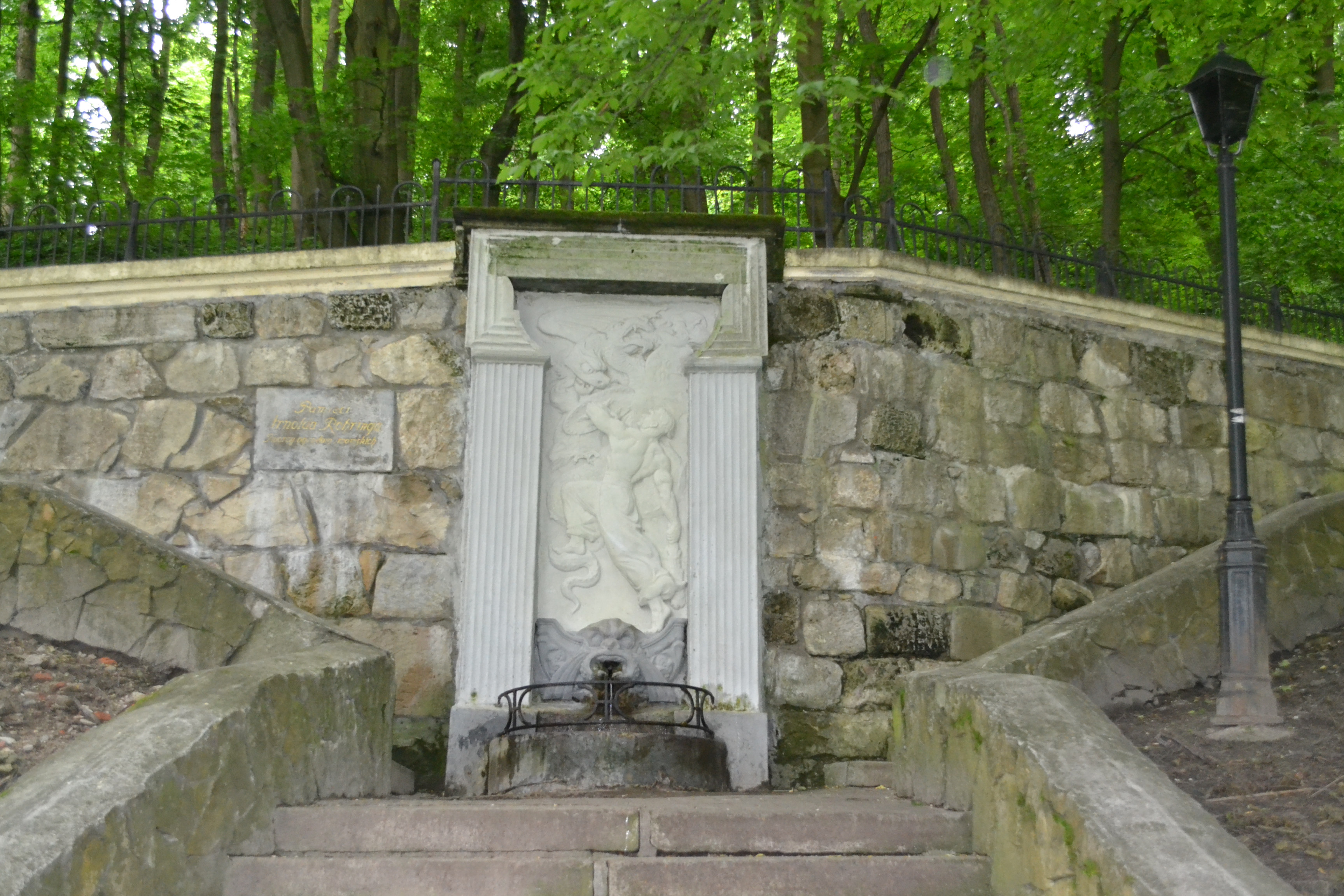
Мемориальная таблица А. Рерингу у источника в Стрыйском парке

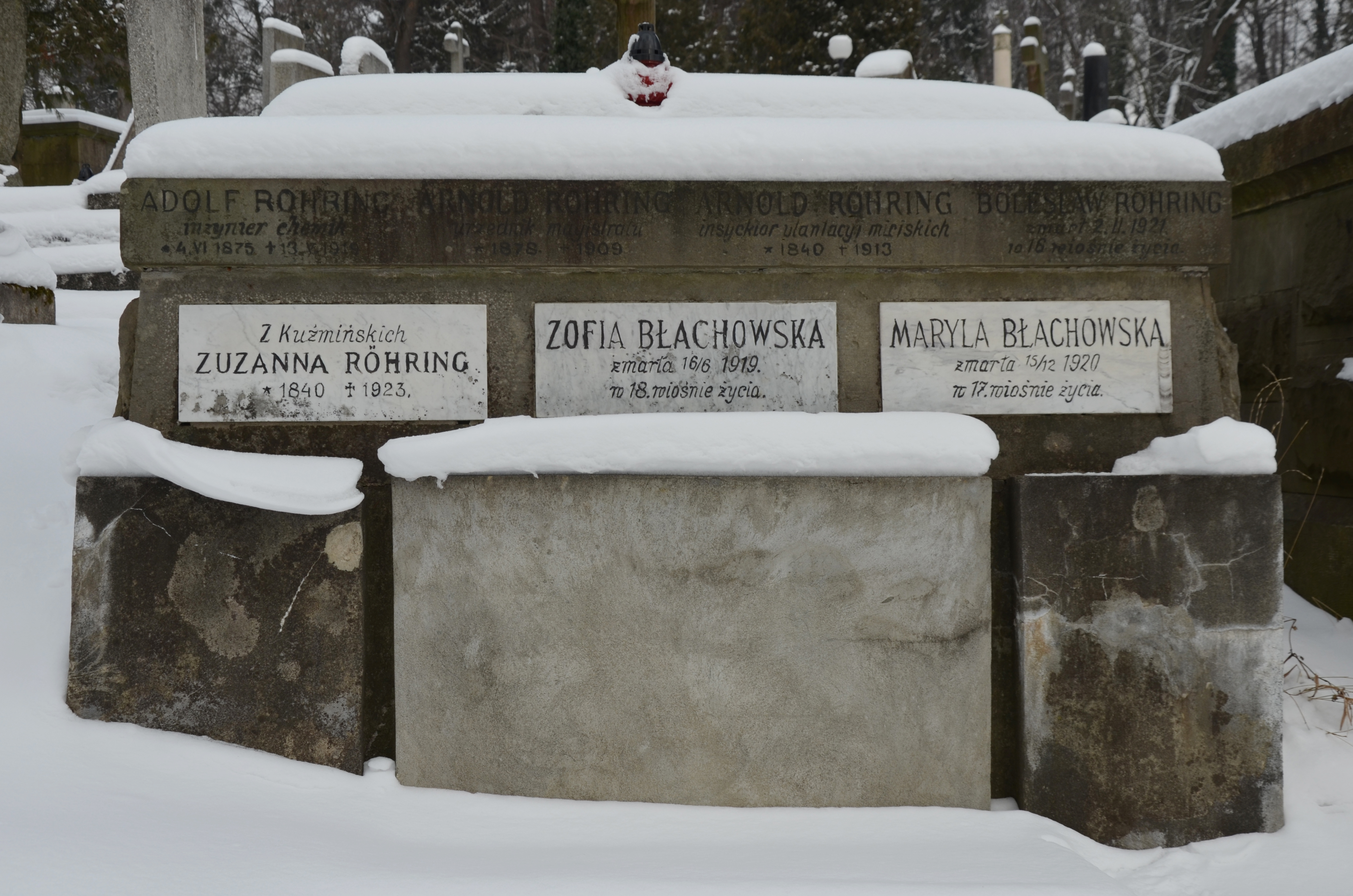
Семейная усыпальница Рерингов на Лычаковском кладбище Львова

Арнольд Кароль Реринг (нем. Arnold Röhring; род. 1840 — ум. 1913, Львов) — инспектор городских парков, директор городских садов или главный садовник города Львова.

## Биография
В 1871 г. во львовской газете «Gazeta Narodowa» опубликовал критическую статью «Gospodarstwo przemysl i handel» о низком уровне садоводства в Галиции по отношению к высокому уровню во Франции, Германии, Чехии, Моравии.
Работал преподавателем садоводства в Благотворительном институте для сирот и убогих графа Станислава Скарбека в Дроговиже, где написал учебник («Sadownictwo», Львов, 1881, 124 стр.,54 рис.). Рецензия на книгу была опубликована в варшавском журнале «Ogrodnik Polski» № 15-17 в 1881 году.
Жена: Зузанна Реринг (Zuzanna zd. Kuźmiński; 1840—1923). Дети: Антонина (1870), Альбина, Адам (1872—1917), Адольф (1875—1919) и Арнольд (1878—1909).
Проживал в усадьбе на ул. Снопковской 36, рядом с парком Железная вода (ныне ул. Стуса 20, в 1871 году этот дом с конс. № 542 (1889 — конс. № 929) принадлежал Franciszek Kuźmiński, то есть семье жены).
Похоронен на Лычаковском кладбище (поле 52). В некрологе «Gazeta Lwowska» есть такие слова: «Все твои заслуги будем помнить всегда …».
С 1936 по 1947 годы во Львове, вблизи Стрыйского парка, была названа улица в его честь (с 1993 г. — ул. Е.Дзиндры). В Стрыйском парке возле источника есть табличка «Pamięci Arnolda Röhringa. Twórcy ogrodów lwowskich» в память об авторе парка.

## Реализованные проекты
- Парк Килинского (1877—1894; сейчас Стрыйский парк).
- Дендропарк краевой Лесной школы (1880; бывшая усадьба Милашевских, сейчас дендрарий Лесотехнического университета на ул. О.Кобылянской, 1).[8]
- Сквер на пл. Галицкой (1890—1893).
- Лычаковский парк (1894) площадью 6 га.
- Парк Ольшина (1894—1898; сейчас парк имени Т.Шевченко) в Стрыю.
- Парк Висьневскому (1895) площадью 2.8 га вокруг «Горы Страт».
- Сквер на пл. Святого Юра (1897).
- Сквер вокруг памятника К.Уейскому на ул. Академической (сейчас пр. Шевченко).
- После открытия в 1904 г. памятника А. Мицкевичу упорядочил (в месте с архитекторами Т.Талевским и З.Генделем) ландшафтную композицию пл. Мицкевича.[9]
- Парк Железная вода (1905).
- Парк Иордана для школьной молодежи в Стрыю (1905).
- А. Захаревич вместе с А. Рерингом в 1906 г. модернизировали структуру ул. Академической (пр. Шевченко).[10]
- Парк дворца Длугош в Сярах (1908-14 и 1916-25).[11]
- В 1909—1910 гг. А. Захаревич вместе с А. Рерингом создали новую композицию сквера на пл. Галицкой. Были срезаны старые высокие деревья, посажены новые и разбит цветник.[12]
- Парковые реконструкции (расширено парк до 200 га) в Коропце (при Станиславе Бадени).